# Шарипов, Ахсан Шарипович
Ахсан Шарипович Шарипов (17 августа 1927 — 14 марта 2004) — председатель колхоза имени Калинина Кигинского района Башкирской АССР, Герой Социалистического Труда. Депутат Верховного Совета Башкирской АССР седьмого и десятого созывов.

## Биография
Ахсан Шарипович Шарипов родился 17 августа 1927 г. в д. Чишма (ныне — Балтачевского района Башкирии). Образование высшее, в 1957 г. окончил Московский юридический институт.
Трудовую деятельность начал в 1941 г. счетоводом колхоза «Искра» Балтачевского района. В 1950—1952 гг. учился в Куйбышевской юридической школе. В 1952—1959 гг. работал судьей Кигинского районного народного суда Башкирской АССР. В 1959 г. избран председателем колхоза имени Калинина Кигинского района.
Под руководством А. Ш. Шарипова среднегодовая урожайность зерновых в колхозе возросла с 18 центнеров в девятой пятилетке (1971—1975) до 27 центнеров — в десятой (1976—1980), что на 9 центнеров больше, чем в среднем по хозяйствам района. Государству было продано 19,5 тысячи тонн хлеба, или в 2 раза больше плана. В 1980 г. было получено по 28 центнеров зерна с гектара, план выполнен на 143 процента.
Под руководством А. Ш. Шарипова высокие результаты были достигнуты и в животноводстве. В 1980 г. от каждой коровы надоено по 3000 килограммов молока, что на 480 килограммов больше, чем в первом году десятой пятилетки. Среднесдаточный вес крупного рогатого скота доведен до 439 килограммов, свиней — до 104 килограммов. Пятилетний план заготовок молока выполнен досрочно — к 1 июля 1980 г., мяса — к 20 августа, яиц — за четыре года. В 1980 г. прибыль колхоза составила 600 тысяч рублей, что в 2 раза больше, чем в 1976 г.
На строительство производственных и социально-культурных сооружений было выделено 4,2 миллиона рублей, в том числе на социальные объекты — 685 тысяч. Ежегодно с помощью колхоза строилось 20—25 жилых домов для колхозников.
За выдающиеся успехи в развитии сельского хозяйства и выполнении социалистических обязательств по увеличению производства и продажи государству зерна и других продуктов земледелия в 1980 г. и десятой пятилетке Указом Президиума Верховного Совета СССР от 23 февраля 1981 г. А. Ш. Шарипову присвоено звание Героя Социалистического Труда.
В 1987 г. вышел на пенсию.
Депутат Верховного Совета Башкирской АССР седьмого (1967—1971), десятого (1980—1985) созывов.
Умер 14 марта 2004 г.

## Награды
- Герой Социалистического Труда (1981)
- Два ордена Ленина (1966, 1981)
- Орден Октябрьской Революции (1971)
- Медали

## Память
В СПК им. Калинина Кигинского района РБ открыта мемориальная доска Герою.